# Mada (Omã)
Mada (em árabe: مدحاء‎; romaniz.: Madḥāʾ) é um enclave do Sultanato de Omã situado dentro do território dos Emirados Árabes Unidos. Com 3,2 quilômetros quadrados, faz parte da província de Moçandão e é capital do vilaiete de Mada. Segundo censo de 2010, tinha 1 823.